# حسين خانلو
حسين خانلو (بالإنجليزية: Hoseyn Khanlu)‏ هي مستوطنة تقع في قسم بائين برزند الريفي في إيران. يقدر عدد سكانها بـ 40 نسمة .